# Neolycaena rhymnus
Neolycaena rhymnus is een vlinder uit de familie Lycaenidae. De wetenschappelijke naam werd als Lycaena rhymnus in 1832 gepubliceerd door Eversmann.
De soort komt voor in Europa.